# Slowaaks handbalteam junioren (vrouwen)
Het Slowaaks handbalteam junioren is het nationale onder-19 en onder-20 handbalteam van Slowakije. Het team vertegenwoordigt het Slovensky Zvaz Hadzanej in internationale handbalwedstrijden voor vrouwen.

## Resultaten

### Wereldkampioenschap handbal onder 20
| Wereldkampioenschap handbal onder 20 | Wereldkampioenschap handbal onder 20 | Wereldkampioenschap handbal onder 20 | Wereldkampioenschap handbal onder 20 | Wereldkampioenschap handbal onder 20 | Wereldkampioenschap handbal onder 20 | Wereldkampioenschap handbal onder 20 | Wereldkampioenschap handbal onder 20 | Wereldkampioenschap handbal onder 20 |
| Jaar                                 | Resultaat                            | Wed                                  | W                                    | G                                    | V                                    | DV                                   | DT                                   | DS                                   |
| ------------------------------------ | ------------------------------------ | ------------------------------------ | ------------------------------------ | ------------------------------------ | ------------------------------------ | ------------------------------------ | ------------------------------------ | ------------------------------------ |
| 1977                                 | Deel van Tsjecho-Slowakije           | Deel van Tsjecho-Slowakije           | Deel van Tsjecho-Slowakije           | Deel van Tsjecho-Slowakije           | Deel van Tsjecho-Slowakije           | Deel van Tsjecho-Slowakije           | Deel van Tsjecho-Slowakije           | Deel van Tsjecho-Slowakije           |
| 1979                                 | Deel van Tsjecho-Slowakije           | Deel van Tsjecho-Slowakije           | Deel van Tsjecho-Slowakije           | Deel van Tsjecho-Slowakije           | Deel van Tsjecho-Slowakije           | Deel van Tsjecho-Slowakije           | Deel van Tsjecho-Slowakije           | Deel van Tsjecho-Slowakije           |
| 1981                                 | Deel van Tsjecho-Slowakije           | Deel van Tsjecho-Slowakije           | Deel van Tsjecho-Slowakije           | Deel van Tsjecho-Slowakije           | Deel van Tsjecho-Slowakije           | Deel van Tsjecho-Slowakije           | Deel van Tsjecho-Slowakije           | Deel van Tsjecho-Slowakije           |
| 1983                                 | Deel van Tsjecho-Slowakije           | Deel van Tsjecho-Slowakije           | Deel van Tsjecho-Slowakije           | Deel van Tsjecho-Slowakije           | Deel van Tsjecho-Slowakije           | Deel van Tsjecho-Slowakije           | Deel van Tsjecho-Slowakije           | Deel van Tsjecho-Slowakije           |
| 1985                                 | Deel van Tsjecho-Slowakije           | Deel van Tsjecho-Slowakije           | Deel van Tsjecho-Slowakije           | Deel van Tsjecho-Slowakije           | Deel van Tsjecho-Slowakije           | Deel van Tsjecho-Slowakije           | Deel van Tsjecho-Slowakije           | Deel van Tsjecho-Slowakije           |
| 1987                                 | Deel van Tsjecho-Slowakije           | Deel van Tsjecho-Slowakije           | Deel van Tsjecho-Slowakije           | Deel van Tsjecho-Slowakije           | Deel van Tsjecho-Slowakije           | Deel van Tsjecho-Slowakije           | Deel van Tsjecho-Slowakije           | Deel van Tsjecho-Slowakije           |
| 1989                                 | Deel van Tsjecho-Slowakije           | Deel van Tsjecho-Slowakije           | Deel van Tsjecho-Slowakije           | Deel van Tsjecho-Slowakije           | Deel van Tsjecho-Slowakije           | Deel van Tsjecho-Slowakije           | Deel van Tsjecho-Slowakije           | Deel van Tsjecho-Slowakije           |
| 1991                                 | Deel van Tsjecho-Slowakije           | Deel van Tsjecho-Slowakije           | Deel van Tsjecho-Slowakije           | Deel van Tsjecho-Slowakije           | Deel van Tsjecho-Slowakije           | Deel van Tsjecho-Slowakije           | Deel van Tsjecho-Slowakije           | Deel van Tsjecho-Slowakije           |
| 1993                                 | Deel van Tsjecho-Slowakije           | Deel van Tsjecho-Slowakije           | Deel van Tsjecho-Slowakije           | Deel van Tsjecho-Slowakije           | Deel van Tsjecho-Slowakije           | Deel van Tsjecho-Slowakije           | Deel van Tsjecho-Slowakije           | Deel van Tsjecho-Slowakije           |
| 1995                                 | 13de                                 | 7                                    | 2                                    | 0                                    | 5                                    | 146                                  | 147                                  | -1                                   |
| 1997                                 | 7de                                  | 7                                    | 4                                    | 0                                    | 3                                    | 180                                  | 176                                  | +4                                   |
| 1999                                 | 14de                                 | 7                                    | 3                                    | 0                                    | 4                                    | 184                                  | 161                                  | +23                                  |
| 2001                                 | Niet deelgenomen aan kwalificatie    | Niet deelgenomen aan kwalificatie    | Niet deelgenomen aan kwalificatie    | Niet deelgenomen aan kwalificatie    | Niet deelgenomen aan kwalificatie    | Niet deelgenomen aan kwalificatie    | Niet deelgenomen aan kwalificatie    | Niet deelgenomen aan kwalificatie    |
| 2003                                 | Niet deelgenomen aan kwalificatie    | Niet deelgenomen aan kwalificatie    | Niet deelgenomen aan kwalificatie    | Niet deelgenomen aan kwalificatie    | Niet deelgenomen aan kwalificatie    | Niet deelgenomen aan kwalificatie    | Niet deelgenomen aan kwalificatie    | Niet deelgenomen aan kwalificatie    |
| 2005                                 | Niet gekwalificeerd                  | Niet gekwalificeerd                  | Niet gekwalificeerd                  | Niet gekwalificeerd                  | Niet gekwalificeerd                  | Niet gekwalificeerd                  | Niet gekwalificeerd                  | Niet gekwalificeerd                  |
| 2008                                 | Niet gekwalificeerd                  | Niet gekwalificeerd                  | Niet gekwalificeerd                  | Niet gekwalificeerd                  | Niet gekwalificeerd                  | Niet gekwalificeerd                  | Niet gekwalificeerd                  | Niet gekwalificeerd                  |
| 2010                                 | Niet gekwalificeerd                  | Niet gekwalificeerd                  | Niet gekwalificeerd                  | Niet gekwalificeerd                  | Niet gekwalificeerd                  | Niet gekwalificeerd                  | Niet gekwalificeerd                  | Niet gekwalificeerd                  |
| 2012                                 | Niet gekwalificeerd                  | Niet gekwalificeerd                  | Niet gekwalificeerd                  | Niet gekwalificeerd                  | Niet gekwalificeerd                  | Niet gekwalificeerd                  | Niet gekwalificeerd                  | Niet gekwalificeerd                  |
| 2014                                 | Niet gekwalificeerd                  | Niet gekwalificeerd                  | Niet gekwalificeerd                  | Niet gekwalificeerd                  | Niet gekwalificeerd                  | Niet gekwalificeerd                  | Niet gekwalificeerd                  | Niet gekwalificeerd                  |
| 2016                                 | Niet gekwalificeerd                  | Niet gekwalificeerd                  | Niet gekwalificeerd                  | Niet gekwalificeerd                  | Niet gekwalificeerd                  | Niet gekwalificeerd                  | Niet gekwalificeerd                  | Niet gekwalificeerd                  |
| Totaal                               | 3/20                                 | 21                                   | 9                                    | 0                                    | 12                                   | 510                                  | 484                                  | +26                                  |

 Kampioenen   Runners-up   Derde plaats   Vierde plaats

### Europese kampioenschappen onder 19
| Europees kampioenschap handbal onder 19 | Europees kampioenschap handbal onder 19 | Europees kampioenschap handbal onder 19 | Europees kampioenschap handbal onder 19 | Europees kampioenschap handbal onder 19 | Europees kampioenschap handbal onder 19 | Europees kampioenschap handbal onder 19 | Europees kampioenschap handbal onder 19 | Europees kampioenschap handbal onder 19 |
| Jaar                                    | Resultaat                               | Wed                                     | W                                       | G                                       | V                                       | DV                                      | DT                                      | DS                                      |
| --------------------------------------- | --------------------------------------- | --------------------------------------- | --------------------------------------- | --------------------------------------- | --------------------------------------- | --------------------------------------- | --------------------------------------- | --------------------------------------- |
| 1996                                    | Niet gekwalificeerd                     | Niet gekwalificeerd                     | Niet gekwalificeerd                     | Niet gekwalificeerd                     | Niet gekwalificeerd                     | Niet gekwalificeerd                     | Niet gekwalificeerd                     | Niet gekwalificeerd                     |
| 1998                                    | 12de                                    | 6                                       | 1                                       | 0                                       | 5                                       | 163                                     | 178                                     | -15                                     |
| 2000                                    | Niet deelgenomen aan kwalificatie       | Niet deelgenomen aan kwalificatie       | Niet deelgenomen aan kwalificatie       | Niet deelgenomen aan kwalificatie       | Niet deelgenomen aan kwalificatie       | Niet deelgenomen aan kwalificatie       | Niet deelgenomen aan kwalificatie       | Niet deelgenomen aan kwalificatie       |
| 2002                                    | Niet deelgenomen aan kwalificatie       | Niet deelgenomen aan kwalificatie       | Niet deelgenomen aan kwalificatie       | Niet deelgenomen aan kwalificatie       | Niet deelgenomen aan kwalificatie       | Niet deelgenomen aan kwalificatie       | Niet deelgenomen aan kwalificatie       | Niet deelgenomen aan kwalificatie       |
| 2004                                    | Niet gekwalificeerd                     | Niet gekwalificeerd                     | Niet gekwalificeerd                     | Niet gekwalificeerd                     | Niet gekwalificeerd                     | Niet gekwalificeerd                     | Niet gekwalificeerd                     | Niet gekwalificeerd                     |
| 2007                                    | Niet gekwalificeerd                     | Niet gekwalificeerd                     | Niet gekwalificeerd                     | Niet gekwalificeerd                     | Niet gekwalificeerd                     | Niet gekwalificeerd                     | Niet gekwalificeerd                     | Niet gekwalificeerd                     |
| 2009                                    | 16de                                    | 7                                       | 0                                       | 0                                       | 7                                       | 157                                     | 208                                     | -51                                     |
| 2011                                    | Niet gekwalificeerd                     | Niet gekwalificeerd                     | Niet gekwalificeerd                     | Niet gekwalificeerd                     | Niet gekwalificeerd                     | Niet gekwalificeerd                     | Niet gekwalificeerd                     | Niet gekwalificeerd                     |
| 2013                                    | 16de                                    | 5                                       | 0                                       | 0                                       | 5                                       | 111                                     | 167                                     | -56                                     |
| 2015                                    | Niet gekwalificeerd                     | Niet gekwalificeerd                     | Niet gekwalificeerd                     | Niet gekwalificeerd                     | Niet gekwalificeerd                     | Niet gekwalificeerd                     | Niet gekwalificeerd                     | Niet gekwalificeerd                     |
| 2017                                    | Niet gekwalificeerd                     | Niet gekwalificeerd                     | Niet gekwalificeerd                     | Niet gekwalificeerd                     | Niet gekwalificeerd                     | Niet gekwalificeerd                     | Niet gekwalificeerd                     | Niet gekwalificeerd                     |
| 2019                                    | 16de                                    |                                         |                                         |                                         |                                         |                                         |                                         |                                         |
| 2021                                    | 12de                                    |                                         |                                         |                                         |                                         |                                         |                                         |                                         |
| Totaal                                  | 5/13                                    | 18                                      | 1                                       | 0                                       | 17                                      | 431                                     | 553                                     | -122                                    |

 Kampioenen   Runners-up   Derde plaats   Vierde plaats